# Shatranj Ke Khilari
Shatranj Ke Khilari (bra Os Jogadores do Fracasso) é um filme indiano de 1977, do gênero comédia dramático-histórica, dirigido por Satyajit Ray.
Foi selecionado como representante da Índia à edição do Oscar 1978, organizada pela Academia de Artes e Ciências Cinematográficas.[carece de fontes?]

## Elenco
- Sanjeev Kumar - Mirza Sajjad Ali
- Saeed Jaffrey - Mir Roshan Ali
- Shabana Azmi - Khurshid
- Richard Attenborough - gen. James Outram
- Farida Jalal - Nafisa